# Netlist
En disseny electrònic, una llista de connexions/nodes (netlist) és una descripció de la connectivitat d'un circuit electrònic. En la seva forma més senzilla, una llista de xarxes consisteix en una llista dels components electrònics d'un circuit i una llista dels nodes als quals estan connectats. Una xarxa de nodes és un conjunt de dos o més components interconnectats.
L'estructura, la complexitat i la representació de les llistes de xarxes poden variar considerablement, però el propòsit fonamental de cada llista de xarxes és transmetre informació de connectivitat. Les llistes de xarxa normalment no proporcionen res més que instàncies, nodes i potser alguns atributs dels components implicats. Si expressen molt més que això, normalment es consideren un llenguatge de descripció de maquinari com Verilog o VHDL, o un dels diversos llenguatges dissenyats específicament per a l'entrada a simuladors o compiladors de maquinari (com ara les llistes de xarxa de simulació analògica SPICE).

## Tipus de llistes de nodes
- Física (basada en connexions físiques) o lògica (basada en connexions lògiques)
  - Per exemple, connectar tres components a través d'un terminal d'un d'aquests components es consideraria una connexió lògica directa, mentre que cadascun seria connexions físiques discretes.
- Basat en instància (agrupat sobre una instància de component) o basat en nodes (llista exhaustiva de connexions a una xarxa determinada)
  - Planes (es mostren totes les connexions) o jeràrquiques (les connexions s'agrupen d'alguna manera; com ara a quina placa física o capa estan connectades. A més, aquestes llistes de xarxa es poden plegar, amagar dades sota un determinat nivell d'abstracció, o desplegar-se, sent exhaustiu i, per tant, potencialment equivalent en contingut a les llistes de xarxes planes.)

## Continguts i estructura d'una llista de nodes
La majoria de les llistes de xarxa contenen o fan referència a descripcions de les peces o dispositius utilitzats. Cada vegada que s'utilitza una part en una llista de xarxes, això s'anomena "instància".
Aquestes descripcions solen enumerar les connexions que es fan amb aquest tipus de dispositiu i algunes propietats bàsiques d'aquest dispositiu. Aquests punts de connexió s'anomenen "terminals" o "pins", entre diversos altres noms.
Una "instància" podria ser qualsevol cosa, des d'un transistor MOSFET o un transistor d'unió bipolar, fins a una resistència, un condensador o un xip de circuit integrat.